# Министър-председател на Полша
Министър-председателят на Полша (на полски: Premier Polska), наричан официално Председател на Съвета на министрите (на полски: Prezes Rady Ministrów) е ключова фигура в управлението на страната, отговаряща за изпълнението на закона и ръководството на правителството. Длъжността играе важна роля в определянето на политиката и стратегията на страната, като представлява Полша на международната сцена. Министър-председателят е избран от парламента и обикновено е лидер на партията, която има най-много места в Сейма. Сред основните задължения на министър-председателя са координирането на работата на министрите, представянето на бюджетни предложения и управлението на външната и вътрешната политика. В допълнение, министър-председателят трябва да осигури стабилност и развитие на страната, докато отговаря за интересите на гражданите.

## Списък
| #   | Име                 | Мандат          |
| --- | ------------------- | --------------- |
| 1.  | Тадеуш Мазовецки    | 1989 – 1991     |
| 2.  | Ян Кшищоф Белецки   | 1991 – 1991     |
| 3.  | Ян Олшевски         | 1991 – 1992     |
| 4.  | Валдемар Павляк     | 1993 – 1995     |
| 5.  | Ханна Сухоцка       | 1992 – 1993     |
| 6.  | Юзеф Олекси         | 1995 – 1996     |
| 7.  | Влоджимеж Чимошевич | 1996 – 1997     |
| 8.  | Йежи Бузек          | 1997 – 2001     |
| 9.  | Лешек Милер         | 2001 – 2004     |
| 10. | Марек Белка         | 2004 – 2005     |
| 11. | Кажимеж Марчинкевич | 2005 – 2006     |
| 12. | Ярослав Качински    | 2006 – 2007     |
| 13. | Доналд Туск         | 2007 – 2014     |
| 14. | Ева Копач           | 2014 – 2015     |
| 15. | Беата Шидло         | 2015 – 2017     |
| 16. | Матеуш Моравецки    | 2017 – 2023     |
| 17. | Доналд Туск         | 2023 – действащ |